# MAN SG 242 H
1985 hat MAN mit dem SG 242 H bzw. SG 292 H den VÖV-Standard-Gelenkbus der zweiten Generation als Nachfolger des MAN SG 240 H bzw. SG 280 H auf den Markt gebracht. 
Er ist wie sein Vorgänger ein Gelenkbus mit Heckmotor, bei dem die mittlere Achse über eine durch das Gelenk führende Antriebswelle mit Gleichlaufgelenk angetrieben wird. Der SG 242 H wurde nur mit der Stadtbus-Front angeboten. Da nur kurze Zeit später der Schubgelenkbus MAN SG 242 auf den Markt kam, wurden nur recht wenige Fahrzeuge dieses Typs verkauft. Diese Busse waren kürzer und etwas wendiger als Schubgelenkbusse, weil sie im Nachläufer mit einer einfach bereiften und nachlaufgelenkten Achse versehen waren. Sie wurden fast ausschließlich an Verkehrsbetriebe an Rhein und Ruhr verkauft; so besaßen die Rheinbahn Düsseldorf, die SWK Krefeld und die Dortmunder Stadtwerke größere Stückzahlen davon. Ebenso wie seine Vorgänger und Nachfolger wurde er bei Göppel in Augsburg gefertigt. 
1990 wurde die Produktion eingestellt und nur noch der MAN SG 242 angeboten.